# Herminia poae
Herminia poae är en fjärilsart som beskrevs av Marie Jules César Savigny 1816. Herminia poae ingår i släktet Herminia och familjen nattflyn. Inga underarter finns listade i Catalogue of Life.